# Cámara Café
Cámara Café es una miniserie colombiana producida por Caracol Televisión en el año 2008. Es una adaptación de la miniserie francesa Caméra Café emitida por M6, la cual ha tenido otras adaptaciones en países como Italia, Portugal, Polonia, Chile y España. La miniserie consta de episodios de corta duración (de 7 a 10 minutos) compuestos por un prólogo, varios sketches y un epílogo, contados a través de una nómina de oficina muy particular.
Se tuvo prevista la realización de una segunda temporada, la cual nunca salió al aire.

## Sinopsis
La idea principal de los episodios es mostrar, a través de la cámara oculta en la propia máquina, distintas situaciones de empleados que acuden a descansar de su trabajo. Cada personaje del reparto cumple un rol distinto: el de ventas, el de compras, la asistenta, el contador, la publicista, el psicólogo, la secretaria, el de sistemas, el de seguridad, la de mercadeo, el actor invitado, y por supuesto, los jefes autoritarios. En la adaptación española muchos personajes fueron transformados, algunos desaparecieron, y otros (como la señora de la limpieza) fueron incorporados.

## Reparto
- Antonio Sanint[2] - Jesús (el de ventas)
- Felipe Botero - Lucho (el de compras)
- Andrés Parra[2] - Patricio (el jefe)
- Marcela Agudelo - Victoria (la jefa)
- Constanza Camelo[2] - Mariela (la asistenta)
- Carlos Gutiérrez - Silvio (el contador)
- Patricia Castañeda[2] - Tata (la publicista)
- Julio Escallón[2] - Franklin (el psicólogo)
- Catalina Botero - Marthica (la secretaria)
- Ricardo Vesga - Felipe (el de sistemas)
- Salvatore Cassandro - Andrei (el de seguridad)
- Julián Arango[2] - (el actor invitado)
- Ángela Vergara[2] - Paloma (la de mercadeo)

### Invitados especiales
Diversos personajes de otras producciones de Caracol Televisión fueron invitados a ser parte de algunos capítulos:
- Álvaro José Pérez «Guadaña» (de El cartel) interpretado por Julián Arango
- Tatiana De los Ríos[2]
- Johanna Uribe Vélez[2]
- Galy Galiano